# ایسونا پاسولا
ایسونا پاسولا (اسپانیایی: Isona Passola‎؛ زادهٔ ۱۹۵۳ میلادی) فیلم‌نامه‌نویس، تهیه‌کننده فیلم و کارگردان فیلم اهل اسپانیا و رئیس فعلی آکادمی فیلم کاتالان است.
از فیلم‌ها یا مجموعه‌های تلویزیونی که وی در آن‌ها نقش داشته‌است، می‌توان به دریا و نان سیاه اشاره نمود.
وی همچنین برندهٔ جوایزی همچون جایزه کرئو د سن ژردی و جایزه گویا برای بهترین فیلم شده‌است.